# Divlja patka
 Ovo je glavno značenje pojma Divlja patka. Za djelo Henrika Ibsena pogledajte Divlja patka (drama).
Divlja patka (lat. Anas platyrhynchos), poznata i kao gluhara, vrsta je patke koja nastanjuje umjerena i subtropska područja Sjeverne Amerike, Europe, Azije i Australije. Vjerojatno najbolje poznata od svih pataka, pomogla je u uzgajanju brojnih domesticiranih pataka.

## Izgled i ponašanje
Mužjak divlje patke na glavi i vratu ima tamnozeleno perje metalnog sjaja s bijelim prstenom na dnu. Prsa su mu smeđe boje, a trbuh i donja strana krila svijetlosivi. Kratko repno perje je bijelo. Dva srednja repna pera zavinuta su u kovrčice. Kljun je žut i sa strane nazubljen. 

Ženka je pokrivena neuglednim svijetlosmeđim i tamnosmeđim perjem koje ima zaštitnu ulogu. Narančaste kratke noge među prstima imaju široke plivaće kožice. 

Vrlo brzo leti i dobro pliva. Naraste do 58 centimetara u duljinu. Nastanjuje gusto obrasle obale vodotoka i jezera, bara i močvara, a zimi je uz obrasle obale ušća rijeka. Hrani se biljnom hranom, ali jede i vodene kukce, žabe i ribe. 

## Razmnožavanje
Na tlu uz vodu gradi gnijezdo u zaklonu, često u području stabla ili u duplji. Ženka snese do 13 svijetlozelenkastih jaja na kojima sjedi 27 do 28 dana i kasnije se brine za male potrkušce. Živi u čitavoj Europi, a samo najsjevernija područja zimi napušta i seli u susjedna južnija. Česta je ptica, lovi se i umjetno uzgaja.

## Vanjske poveznice

### Ostali projekti
|  | Zajednički poslužitelj ima stranicu o temi Divlja patka |
|  | Wikivrste imaju podatke o taksonu Anas platyrhynchos    |